# Mimosa rigida
Mimosa rigida är en ärtväxtart som beskrevs av George Bentham. Mimosa rigida ingår i släktet mimosor, och familjen ärtväxter. Inga underarter finns listade i Catalogue of Life.